# (228) Агата
(228) Агата (нем. Agathe) — небольшой астероид главного пояса, который был обнаружен 19 августа 1882 года австрийским астрономом Иоганном Пализой в обсерватории города Вена и названа в честь дочери австрийского астронома Теодора Оппольцера

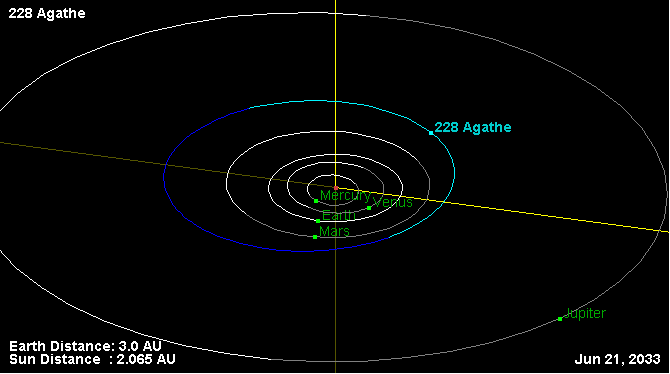
Орбита астероида Агата и его положение в Солнечной системе